# Lāṅpo
Lāṅpo är en bergstopp i Kina. Den ligger i den västra delen av landet, 3 100 km väster om huvudstaden Peking. Toppen på Lāṅpo är 6 593 meter över havet, eller 1 419 meter över den omgivande terrängen. Bredden vid basen är 8,5 km.
Terrängen runt Lāṅpo är huvudsakligen mycket bergig.  Trakten runt Lāṅpo är nära nog obefolkad, med mindre än två invånare per kvadratkilometer. Trakten runt Lāṅpo består i huvudsak av gräsmarker.